# Ayenia nummularia
Ayenia nummularia är en malvaväxtart som beskrevs av Cristobal. Ayenia nummularia ingår i släktet Ayenia och familjen malvaväxter. Inga underarter finns listade i Catalogue of Life.